# Rhesalides admiraltensis
Rhesalides admiraltensis là một loài bướm đêm trong họ Erebidae.